# Chanco
Chanco è un comune del Cile centrale, che si trova nella Provincia di Cauquenes, Regione del Maule.
Il comune conta 9 457 abitanti ed il suo territorio si estende per una superficie di 530 km².